# Liste von Einkaufszentren in Sachsen
Die Liste von Einkaufszentren in Sachsen enthält alle Einkaufszentren in Sachsen mit einer Gesamtfläche von mehr als 10.000 m².
| Name                                  | Ort                  | Eröffnungs- jahr | Mietfläche in m² | Gesamtfläche in m² |
| ------------------------------------- | -------------------- | --- | ---------------- | ------------------ |
| Altmarkt-Galerie                      | Dresden-Altstadt     | 2002 | 44.000           | 48.000             |
| Centrum-Galerie                       | Dresden-Seevorstadt  | 2009 | 51.860           | 62.000             |
| Hohenbusch Center                     | Dresden-Weixdorf     | 1996 | 8.171            | 12.960             |
| Elbepark Dresden                      | Dresden-Kaditz       | 1995 | 71.650           | 85.000             |
| Dresden-Karree (ehem. Gorbitz-Center) | Dresden-Gorbitz      | 1993/2018 | 12.000           |                    |
| Sachsen Forum                         | Dresden-Gorbitz      | 1996 | 15.000           | 26.000             |
| O.D.C. am Otto-Dix-Ring               | Dresden-Strehlen     | 2001 | 25.685           | 31.700             |
| Kaufpark Dresden                      | Dresden-Nickern      | 1996 Eröffnung des ursprünglichen Kaufparks. Beginn der Abrissarbeiten bei Weiterführung des Betriebs und Beginn des Neubau ab 2022, Teileröffnung des Neubaus ab August 2023 Fertigstellung aller Neubauten mit 100 Läden im Oktober 2024. | 36.000           | 60.000             |
| Prohliszentrum                        | Dresden-Prohlis      | 2001 | 9.329            | 16.700             |
| SEC Seidnitz-Center                   | Dresden-Seidnitz     | 1994 | 20.151           | 45.000             |
| Hochland-Center                       | Dresden-Weißig       | 1998 | 24.026           | 29.000             |
| Häuersteig Center                     | Freiberg             | 1991 | 36.944           | 140.881            |
| Elbgalerie Riesa                      | Riesa                | 1999 | 10.332           | 12.000             |
| Riesapark                             | Riesa                | 1993 | 41.394           | 45.400             |
| ElbeCenter                            | Meißen               | 1994 | 10.220           | 13.500             |
| Weißeritz-Park                        | Freital              | 1994 | 19.539           | 22.500             |
| Kornmarkt-Center                      | Bautzen              | 2000 | 9.000            | 10.000             |
| EKZ Königshufen                       | Görlitz-Königshufen  | 1992 | 29.523           | 38.290             |
| Lausitz Center                        | Hoyerswerda          | 1995 | 15.500           |                    |
| Petersbogen                           | Leipzig-Zentrum      | 2001 | 9.186            | 38.000             |
| Promenaden Hauptbahnhof               | Leipzig-Zentrum      | 1997 | 30.000           | 36.000             |
| Höfe am Brühl                         | Leipzig-Zentrum      | 2012 | 28.500           | 44.000             |
| Löwen-Center                          | Leipzig-Burghausen   | 1993 | 41.497           | 42.450             |
| Allee-Center Leipzig                  | Leipzig-Grünau       | 1996 | 24.000           | 29.000             |
| Paunsdorf Center                      | Leipzig-Paunsdorf    | 1994 | 105.415          | 130.000            |
| Sachsenpark                           | Leipzig-Seehausen    | 1992 | 38.590           | 46.500             |
| Pösna-Park                            | Großpösna            | 1993 | 42.237           | 56.530             |
| PEP Delitzsch                         | Delitzsch            | 1994 | 16.900           | 20.000             |
| PEP Grimma                            | Grimma               | 1994 | 15.120           | 15.500             |
| PEP Torgau                            | Torgau               | 1994 | 25.590           | 26.600             |
| Zwickau-Arcaden                       | Zwickau              | 2000 | 18.129           | 27.600             |
| Ring Center Schwarzenberg             | Schwarzenberg        | 1995 | 8.992            | 14.500             |
| Pleissen-Center                       | Steinpleis           | 1992 | 28.333           | 28.500             |
| Crimmitschau-Center                   | Crimmitschau         | 1995 | 16.490           | 24.500             |
| Plauen Park                           | Plauen-Kauschwitz    | 1994 | 27.701           | 35.600             |
| Stadtgalerie Plauen                   | Plauen-Zentrum       | 2001 | 14.000           | 17.000             |
| Elster Park                           | Plauen-Chrieschwitz  | 1995 | 16.490           | 23.500             |
| Galerie Roter Turm                    | Chemnitz-Zentrum     | 2000 | 22.947           | 31.400             |
| Neefepark                             | Chemnitz-Stelzendorf | 1994 | 30.231           | 33.000             |
| Vita-Center                           | Chemnitz-Morgenleite | 1999 | 17.000           | 20.000             |
| Alt-Chemnitz-Center                   | Chemnitz-Altchemnitz | 1993 | 45.274           | 60.000             |
| Sachsen-Allee                         | Chemnitz-Hilbersdorf | 1997 | 32.000           | 38.000             |
| Chemnitz-Center                       | Chemnitz-Röhrsdorf   | 1992 | 95.573           | 110.000            |
| Erzgebirgs-Center                     | Annaberg-Buchholz    | 1995 | 35.934           | 36.000             |

## Quelle
- Leipziger Volkszeitung, 21. September 2012.